# العبودية في الأندلس

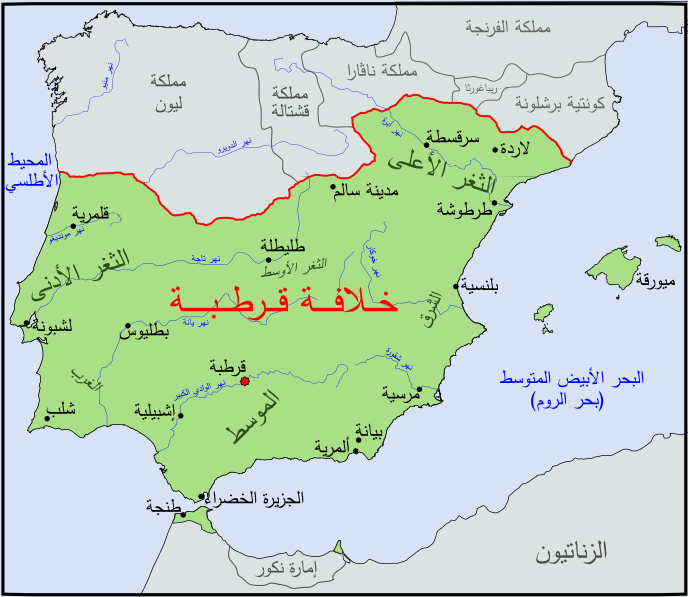
حدود الدولة الأموية سنة 390هـ/1000م، أواخر عهد الحاجب المنصور

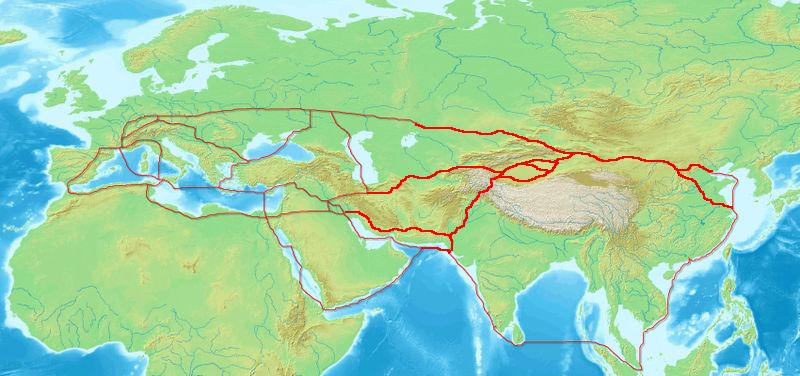
الطرق التجارية للرذنية.

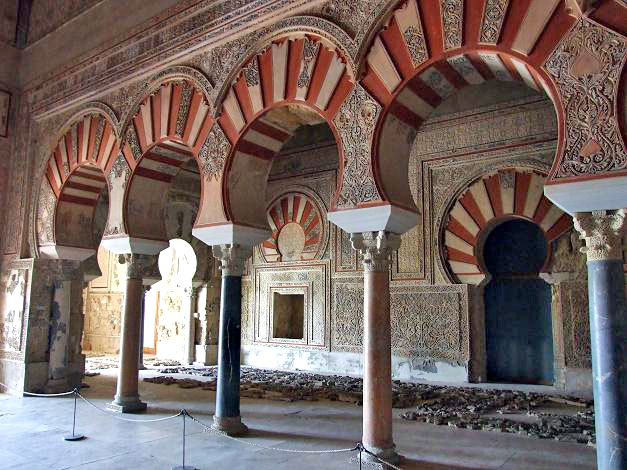
مدينة الزهراء.

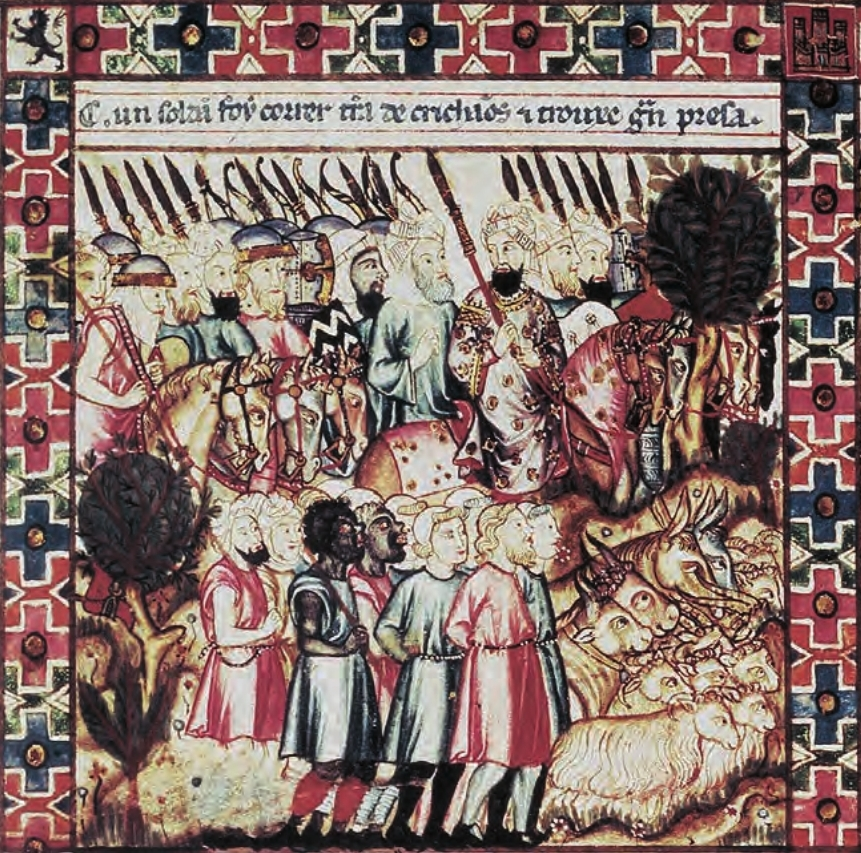
العبيد السلاف والسود في قرطبة; رسم من كانتيجاس دي سانتا ماريا

العبودية في الأندلس هي ممارسةً كانت سائدةً في الأندلس وشبه الجزيرة الأيبيرية (إسبانيا والبرتغال حاليًا) بين القرنين الثامن والخامس عشر ميلادي. ومن ضمنها حقبة إمارة قرطبة (756-929)، وخلافة قرطبة (929-1031) وملوك الطوائف (القرن الحادي عشر) وحكم المرابطين (1085-1145)، وحكم الموحدين (1147-1238)، وإمارة غرناطة (1232-1492).
نظّمت الشريعة الإسلامية العبودية في الأندلس، حيث اعتُبر الأجانب غير المسلمين أهدافًا مشروعة للاستعباد. ولأن الأندلس كانت تقع في منطقة حدودية دينية، فقد وفّرت لها الظروف اللازمة لتصبح مركزًا لتجارة الرقيق بين أوروبا المسيحية والوثنية والشرق الأوسط الإسلامي.
نُقل العبيد إلى الأندلس عبر عدة طرق مختلفة. أسفرت حروب الاسترداد التي استمرت قرونًا بين شبه الجزيرة الأيبيرية المسلمة والمسيحية عن أسر العديد من العبيد المسيحيين خلال الحروب المستمرة وغارات الرقيق عبر الحدود الأيبيرية. صدّرت أوروبا المسيحية الأوروبيين الوثنيين ليكونوا عبيدًا إلى الأندلس عبر تجارة الرقيق في براغ خلال فرنسا المسيحية. وصدّر الفايكنج الوثنيون العبيد المسيحيين الذين أُسروا في أوروبا المسيحية إلى المسلمين في الأندلس. وأسر القراصنة المسلمون المسلمون الأوروبيين المسيحيين الذين أُسروا في غارات الرقيق على طول شواطئ البحر الأبيض المتوسط وباعوهم إلى أسواق الرقيق في الأندلس. تم تهريب العبيد الأفارقة إلى الأندلس من الجنوب عبر الصحراء الكبرى عبر تجارة الرقيق عبر الصحراء الكبرى.
استُخدم العبيد في الأندلس بطريقة مماثلة لتلك المستخدمة في الدول الإسلامية الأخرى. استُخدمت الإماء في المقام الأول خادمات منازل أو محظيات. كان العبيد الذكور يستخدمون في عدد من المهام المختلفة، ولكنهم كانوا ينقسمون إلى خصيان يمكن تكليفهم بمهام مرموقة، أو عمال أو جنود عبيد. عملت الأندلس لتكون وجهة أو مكان لعبور تجارة الرقيق الأوروبية من العبيد من الشمال إلى بقية العالم الإسلامي في الجنوب والشرق.

## المقدمة
كانت العبودية موجودة في الأندلس الإسلامية والممالك المسيحية على حد سواء، واتبع كلا جانبي الحدود الدينية عُرف عدم استعباد أتباع دينهم. ونتيجةً لذلك، استُعبد المسلمون في الأراضي المسيحية، بينما استُعبد المسيحيون وغيرهم من غير المسلمين في الأندلس.
جلب الأندلسيون عبيدًا مسيحيين بيض بداية من القرن الثامن حتى نهاية حروب الاسترداد في أواخر القرن الخامس عشر. جرى نقل الرقيق الأوروبيون من الجزء المسيحي من إسبانيا وأوروبا الشرقية، وعُرفوا بالصقالبة، حيث برزوا في الأندلس بشكل خاص في خلافة قرطبة، وشكلت الإماء البيض جزءًا كبيرًا من جواري الحريم الملكي، وشكل العبيد البيض معظم الموظفين الإداريين في المحاكم والقصور.

## تجارة الرقيق
جلبت الأندلس عددًا كبيرًا من العبيد إلى سوقها المحلي، كما أنها كانت نقطة انطلاق للتجار المسلمين واليهود لتسويق العبيد إلى بقية العالم الإسلامي. وكانت تجارة الرق من الركائز الاقتصاديةً المبكرةً للحكم الإسلامي في الأندلس في القرن الثامن. ولكن نظرًا لكون العتق شكلًا من أشكال التقوى في الشريعة الإسلامية، لم تستطع العبودية في إسبانيا الإسلامية الحفاظ على التكاثر الطبيعي كما في مجتمعات العبيد الأقدم منها. لذلك اعتمدت الأندلس على التجارة الخارجية لجلب المزيد من العبيد.
حظرت الشريعة الإسلامية على المسلمين استعباد مسلمين آخرين، وبالتالي كان هناك سوق كبير للرقيق غير المسلمين في الأراضي الإسلامية، فباع الفايكنج أسرى أوروبيين مسيحيين ووثنيين إلى المسلمين الذين أسموهم بالصقالبة. وربما كان هؤلاء العبيد وثنيين سلاف وفنلنديين وبلطيقيين من أوروبا الشرقية، ومسيحيين من أوروبا الغربية. أما تدفق الرقيق عبر طرق الصحراء الكبرى الرئيسية نحو الأندلس فكان بمثابة عمل تجاري مربح للغاية، اعتمادًا على شكل العلاقات بين الأمويين والخوارج والعباسيين.
وكان لدراسة النقود والنصوص المكتوبة في هذه الحالة أهمية في تتبع الأدلة الأثرية على بدايات انتشار تجارة الرقيق. وقد ثبت أن الهيكلية النقدية القائمة على تدفق الذهب المستمر كان مبدأً أساسيًا في تطور التجارة الإسلامية. وفي تلك الناحية تفوقت تجارة الرقيق على غيرها، وكانت المشروع الأكثر نجاحًا تجاريًا لتعظيم رأس المال. يُعد التغيير الكبير في شكل علم العملات نقلة نوعية عن النظام الاقتصادي القوطي الغربي السابق. بالإضافة إلى ذلك، حيث يُظهر التغيير الجذري من كيان إقليمي إلى كيان آخر، والانتقال المباشر للأشخاص والنقود من منطقة شبه مستقلة دينيًا إلى أخرى.

### ظهور الموحدين
انتهك الموحدون الشريعة الإسلامية بسبي النساء والأطفال المسلمين خلال غزو دولة المرابطين في القرن الثاني عشر. فقد أجازت الشريعة الإسلامية للمسلمين استعباد غير المسلمين، لكن ليس المسلمين. إلا أن الموحدين عرّفوا المسلمين الذين لا يتبعونهم بأنهم كفار، ورأوا فيهم شرعًا للاستعباد. فقُتل الرجال البالغون وأُسرت النساء والأطفال وبيعوا رقيقًا، بل واحتُجزن ليكونوا سبايا، وهو أمر كان يُسمح به للنساء غير المسلمات فقط.. وعندما استولى عبد المؤمن على قلعة بني حماد أُسرت امرأتان وأصبحتا سريتين له، إحداهما أصبحت والدة ابنه أبو سعيد عثمان.
عندما استولى جيش الموحدين على تلمسان، ذكر ابن الأثير أن «الأطفال والنساء سُبيوا... ومن لم يُقتل بِيعَ بأبخس الأثمان». وعندما فُتحت العاصمة مراكش سنة 1147، وصف البيضاق كيف «أُخذ كل ما في المدينة إلى بيت المال. بِيعَت النساء، وعاد كل شيء [غنائم الفتح] إلى بيت المال»، وذكر ابن صاحب الصلاح: «أن عبد المؤمن وزّع بيوت المراكشيين على الموحدين. بِيعَت عائلات مراكش وبيع أطفالها كعبيد». لكن استعباد أسرى الحرب المسلمين سرعان ما توقف، فخلال فتوحات الموحدين، سارع المسلمون إلى اعتناق المذهب الموحدي لتجنب الاستعباد..

### تجارة الرقيق في براغ
كان سوق النخاسة في براغ أحدى الطرق لنقل الرقيق الصقالبة إلى الأندلس. وعلى غرار الأندلس، فقد وقعت دوقية بوهيميا في منطقة حدودية دينية، حيث كانت تحد الأراضي السلافية الوثنية من الشمال والشرق والجنوب الشرقي. وقد أطلقت خلافة قرطبة على غابات أوروبا الوسطى والشرقية، التي أصبحت مصدرًا لتوريد الرقيق، اسم «بلاد الصقالبة» (أرض العبيد). كانت بوهيميا في وضع مثالي لتصبح مصدرًا لتوريد عبيد الصقالبة الوثنيين إلى الأندلس. كان يتم الحصول على العبيد من خلال غارات نحو الأراضي السلافية الوثنية شمال براغ. وتكيفت تجارة الرقيق في براغ مع سوق الأندلس، حيث كانت الإناث يعملن إماء أو محظيات والذكور إما للعمل العسكري أو خصيان في البيوت، وكانوا يخصون في فردان.
يُقال تقليديًا إن تجار الرقيق الذين يحصلون على العبيد في براغ وينقلونهم إلى أسواق الأندلس كانوا تحت إمرة تجار الرذنية اليهود. ولا يُعرف مدى سيطرة هؤلاء التجار اليهود، إلا أنهم تمتعوا بميزة عن غيرهم، وهي أنه كان بإمكانهم التنقل عبر الأراضي المسيحية والإسلامية، وهو ما لم يكن الحال دائمًا بالنسبة للتجار المسيحيين والمسلمين، وكانوا بمثابة وسطاء بين الأسواق المسيحية والإسلامية. وبينما لم يُسمح للمسيحيين باستعباد المسيحيين ولم يُسمح للمسلمين باستعباد المسلمين، كان اليهود قادرين على بيع العبيد المسيحيين للمشترين المسلمين والعبيد المسلمين للمشترين المسيحيين، وكذلك العبيد الوثنيين لكليهما. وبالمثل، مُنع المسيحيون والمسلمون على حد سواء من إجراء عمليات الإخصاء، ولم يُفرض مثل هذا الحظر على اليهود، مما مكّنهم من تلبية الطلب على الخصيان في العالم الإسلامي.
نُقل العبيد إلى الأندلس عبر فرنسا. فقد عارضت الكنيسة بيع العبيد المسيحيين للمسلمين، ولكنها لم تعارض بيع الوثنيين. كان يُنظر إلى العبيد البيض على أنهم سلع فاخرة في الأندلس، حيث كان من الممكن بيعهم بما يصل إلى 1000 دينار، وهو سعر باهظ. لم يكن العبيد يُوجهون دائمًا إلى سوق الأندلس؛ فقد كانت بوهيميا في أوروبا، كانت الأندلس دولة حدودية دينية للعالم الإسلامي، وكان يُصدّر عبيد الصقالبة من هناك إلى العالم الإسلامي في الشرق الأوسط.
انقرضت تجارة الرقيق الصقليبية من براغ إلى الأندلس عبر فرنسا في القرن الحادي عشر، بعد ان تحول السلاف الوثنيون في الشمال إلى المسيحية تدريجياً أواخر القرن العاشر، الأمر الذي منع بوهيميا المسيحية من استعبادهم وبيعهم للأندلس المسلمة.

### غارات على الممالك المسيحية في ايبيريا لجلب الرق
وُصفت الأندلس في العالم الإسلامي بأنها «أرض الجهاد»، وهي أرض حدودية دينية أو ثغر في حالة حرب دائمة مع الكفار، والتي كانت تُعتبر بموجب الشريعة الإسلامية منطقة مشروعة للاستعباد، وكان يُصنف العبيد على أنهم قادمون من ثلاث مناطق مختلفة في شبه الجزيرة الأيبيرية المسيحية: الغاليسيون من الشمال الغربي، والباسكيون أو الفاسكونيون من الشمال الأوسط، والفرنجة من الشمال الشرقي. وشهدت إيبيريا في العصور الوسطى حروبًا متقطعة بين المسلمين والمسيحيين. وأُرسلت حملات غزو دورية من الأندلس لنهب ممالك شبه الجزيرة الأيبيرية المسيحية، واستعادة الغنائم والأرواح. على سبيل المثال: أغار السلطان الموحدي يعقوب المنصور على لشبونة سنة 1189، وأسر فيها 3000 أسير، كما أسر حاكم قرطبة 3000 عبد مسيحي في هجومه عل شلب [الإنجليزية] سنة 1191. وفي غارة للموحدين على يابرة البرتغالية سنوات 1181 و1182، أُسروا 400 امرأة وعُرضن للبيع في سوق الرقيق بإشبيلية.
ومن ضمن تلك الحملات ظهر مصطلح غزوات «الصائفة»، وهو تقليدٌ نشأ في إمارة قرطبة. بالإضافة إلى جمع الثروة، سعت بعض تلك الغزوات إلى جلب أسرى ذكور -وغالبًا من الخصيان- إلى الأندلس. وكان يُشار إليهم عمومًا باسم «الصقالبة»، وتعني العبيد السلاف. وقد أدى وضع السلاف كأكثر الفئات شيوعًا في تجارة الرقيق بحلول القرن العاشر إلى ظهور كلمة عبيد. وخلال نهب برشلونة (985) على يد الحاجب المنصور ، قُتلت الحامية بأكملها، وتعرض سكان المدينة إما للقتل أو الاستعباد.

### القرصنة الإسلامية
أنشأ القراصنة الأندلسيون قاعدة في كامارج وفرخشنيط أو مايسمى الآن لاغارد-فراينيه-ليه موت (888-972)، ومنها هاجموا على مرسيليا وآرل وجنوب فرنسا لجلب الرقيق؛ وفر سكان هذه المناطق خوفًا من تلك الغارات، مما صعّب على الفرنجة تأمين ساحلهم الجنوبي، واستخدم الأندلسيون فرخشنيط لتصدير أسرى الفرنجة ليباعوا في أسواق الرقيق في الشرق الأوسط. وفي سنة 903م استولى المسلمون على جزر البليار، وشنوا منها غارات لجلب الرقيق وتصديرهم من سواحل المتوسط المسيحي وصقلية. وقد تمكن الفرنجة من القضاء على قواعد المسلمين في فرنسا سنة 972، إلا أن هذا لم يوقف تجارة الرقيق في البحر الأبيض المتوسط؛ واستحسن المرابطون (1040-1147) والموحدون (1121-1269) على هذه الغارات ضد سفن غير المسلمين في جبل طارق والمتوسط بغرض جلب الرقيق.

### تجارة الرقيق عبر الصحراء
إلى جانب المسيحيين والسلاف، استُعبد الأفارقة من جنوب الصحراء الكبرى، فجلبوا مع قوافل الصحراء الكبرى. ونقلت تجارة الرقيق عبر الصحراء الكبرى القديمة العبيد إلى الأندلس من أفريقيا الوثنية جنوب الصحراء الكبرى. وشكّل تدفق الرقيق من الطرق الرئيسية للصحراء الكبرى نحو الأندلس، والذي توطّدت علاقاته بين الأمويين والخوارج والعباسيين، بيئةً تجاريةً مربحةً للغاية.

### تجارة الرقيق لدى الفايكنج
وفقًا لروجر كولينز من أن دور الفايكنج في تجارة الرقيق في شبه الجزيرة الأيبيرية غير مؤكد، إلا أن نهبهم للمدن كان واضحًا. ووردت تقارير على غاراتهم في الأندلس سنوات 844 و859 و966 و971، مما يتوافق مع النمط العام لهذا النشاط الذي تركز في منتصف القرن التاسع وأواخر القرن العاشر. كما شن الفايكنج غارات على المناطق المسيحية في شبه الجزيرة الأيبيرية. ومن المعروف أن الفايكنج باعوا أسرى غاراتهم على أوروبا المسيحية إلى العالم الإسلامي عبر التجار العرب في روسيا على طول طريق فولغا التجاري [الإنجليزية]، وكان هؤلاء العبيد يُهرَّبون إلى الشرق الأوسط عبر آسيا الوسطى، وكانوا مصدرًا مهمًا لإمداد تجارة الرقيق في بخارى [الإنجليزية]. ومع ذلك لم يُؤكد ما إذا كان الفايكنج قد باعوا أسرى غاراتهم في شبه الجزيرة الأيبيرية المسيحية مباشرةً إلى مسلمي الأندلس أم لا. وقد جلبوا الرقيق إلى الأندلس عبر مملكة دبلن النوردية. ومعظم هؤلاء الرقيق كانوا يجلبون من الجزر البريطانية ثم يعرضون للبيع في دبلن، التي عدت من أكبر أسواق الرقيق في أوروبا بين القرنين التاسع والحادي عشر، ثم يوزعوا على كل أنحاء أوروبا؛ وتعد تجارة الرق نحو الأندلس من أكثر الأعمال ربحًا للفايكنج، وكذلك كانت للتجار الآخرين الذين يعملون في الموانئ الأيرلندية مثل دبلن [الإنجليزية].

## أسواق النخاسة
أعطت أسواق الرق في العالم الإسلامي الأولوية للنساء بسبب الطلب عليهن ليعملن خادمات منازل وإماء، أما العبيد الذكور فقد استخدموا عمال وجنود أو خصيان. وكان الأطفال الفئة المفضلة في تلك الأسواق لسهولة تدريبهم وتنشئتهم على أداء وظائف منتقاة لهم منذ الصغر. عُدِّلت أسماء العبيد الشائعة لتتناسب مع المهام المختارة للأطفال، مثل مجاهد ومقاتل للجنود؛ أو عنبر (الكهرمان)، وزهير وبركة وواثق ولؤلؤ للمهن والأعمال الأخرى. وعمل الصقالبة الذكور في مهام متعددة، مثل العمل الإداري وفي المطابخ أو الصيد بالصقور أو في دار سك العملة أو في النسيج أو الحرس الخاص (ويكونوا مخصيين في حالة حراسة الحريم)، أما الإماء فيعملن في الحرملك. غالبًا ما يكون تكليف الأفارقة بمهام أكثر صعوبة من عبيد الصقالبة.

### الإماء
كان الرق المنزلي شائعًا للنساء في العالم الإسلامي. لأن النساء المسلمات الحرائر يعشن في عزلة عن الرجال الأغراب قدر الإمكان، وكانت نساء الطبقة المتوسطة والراقية لا يعملن خادمات، مما أدى إلى زيادة الطلب على الإماء في العالم الإسلامي للعمل المنزلي، وأيضا ملك اليمين. وفي الأندلس جرى اختيار إماء للتدريب على فنون الترفيه أو القيان (مغنيات). لذلك جرى تدريب فئة منهن ليعملن مغنيات أو قيان. وكن يتلقين تدريباتهن على فنون الشعر والموسيقى ورواية الأخبار (القصص أو الحكايات) والخط العربي ومسرح الظل.
في البداية جلبت القيان من المدينة المنورة. وأول ذكر لجلبهن كان في عهد الحكم الأول (حكم 796-822). ثم سرعان ما بدأ تعليمهن في قرطبة، ثم في إشبيلية بدءًا من 1013م؛ ولا يعرف إن استمر هذا التقليد في إمارة غرناطة أم لا. وكان تعليمهن يبدأ وهن صغار، ثم يخضعن لتمرين طويلٍ لتأهيلهن. وفي عهد الخليفة الأمين (حكم 809-813) في بغداد، كانت هناك فئة تُعرف بالغلاميات، وهن جواري يرتدين ملابس الصبيان ويتدربن على الغناء والعزف، ويحضرن حفلات شرب الملك وضيوفه، وهذه العادة معروفة في الأندلس في عهد الخليفة الحكم الثاني (حكم 961-976). وفي كتاب الأغاني للأصفهاني، أشار إبراهيم الموصلي إلى أنه في البداية جرى اختيار الإماء ذوات البشرة الداكنة لتعليمهن على القيان، لأنهن كن يُعتبرن غير جذابات، لكن هذه العادة تغيرت وبدأ تعليم الإماء البيض على القيان لأنهن أجمل ومن ثم يرتفع سعرهن:
«لم يكن الناس يُعلّمون إماؤهن الجميلات الغناء، بل كانوا فقط يُعلّمون الإماء السمراوات والفاتحات الغناء. كان والدي هو أول من علّم الإماء الغاليات الغناء. لقد بلغ أعلى مستوى [في التعلم] للمغنيات، وبالتالي رفع قيمتهن».
وعلى عكس النساء الحرائر والمحظيات اللاتي يعشن في حرملك ومعزولات عن الرجال، فإن القيان يخرجن للرجال ويؤدين خدماتهن للضيوف - أحيانًا من خلف ستار وأحيانًا بدون ستائر - وربما هن الأكثر تعلمًا من باقي الإماء، لذلك كانوا الأغلى سعرًا.[35] ومع أنهن متاحين جنسياً لأسيادهن، إلا أنهم لا يصنفن ولا يبعهن بأنهن محظيات. وذكر الجاحظ: أن «المغنية نادرًا ما تكون صادقة في عاطفتها أو في وجدانها، لأنها بسبب تعليمها وطبعها، تنصب الفخاخ والشراك لمعجبيها ليقعوا في شركها، فتبدأ في نهب أموال الضحية المخدوعة ثم تتخلي عنه»، وأن سيدهنّ استخدمهن لجمع الهدايا من الضيوف الذين يأتون إليه للاستماع إلى جواريه القيان.
وبما أن الشريعة الإسلامية حرمت الرجل من معاشرة أي امرأة عدا زوجته أو جاريته. فقد ظهر نوع من العبودية الجنسية، وهو بيع الإماء لتكون محظية، وذلك بأن يبيع القواد أمته في سوق النخاسة لشخص ما، ولكنه يعيدها إلى مالكها السابق (القواد) بحجة عدم الرضا بعد ممارسة الجنس معها، وهي طريقة قانونية ومقبولة في العالم الإسلامي.
ويمكن أن يكون الإماء من أعراق مختلفة، فيقوم أسيادهن بتصنيفهن في قوالب نمطية عنصرية حسب العرق. فصنف ابن الخطيب الإماء الجنسيات بناءً على الصور النمطية العرقية:
«نساء البادية العربيات ذوات خبرة واسعة، فهن حور العين بألوانهن الحمراء وخصورهن النحيلة وأعناقهن المزينة وشفاههن العسلية وعيونهن الواسعة وعطورهن المميزة التي تناسب جميع الأذواق وحركاتهن الرقيقة وأرواحهن المهذبة ومعانيهن الرقيقة وفرجهن الجاف وقبلاتهن الرقيقة وأنوفهن المستقيمة. أما نساء المغرب، فشعرهن أسود ووجوههن لطيفة وابتسامتهن عذبة وشفاههن عسلية حمراء داكنة ومعاصمهن التي يكتمل جمالها بالمرايا ورسومات الوشم النيلية. أما المسيحيات فبشرتهن بيضاء صافية وصدورهن متحركة وأجسادهن نحيلة وشحمهن متوازن وأجسادهن رائعة في بنية ضيقة من الديباج، وأجسادهن وظهورهن مزينة بجواهر جميلة وخرز بديع؛ ويتميزن بخصوصية أنهن أجانب ولديهن طريقة في التملق [...].»
عُرف عن تجار الرقيق تجهيزهم للإماء للحصول على أعلى سعر لهن في سوق النخاسة. ووصفت وثيقة من القرن الثاني عشر كيف كان تجار الرقيق يدهنون الإماء ذوات البشرة الداكنة بالمراهم، ويصبغون شعر السمراوات بلون "ذهبي" (أشقر) ليظهر لونًا أفتح، وكانوا يأمرون الإماء بمغازلة المشترين لجذبهم. وأشار «السقطي المالقي» إلى أن تجار الرقيق كانوا يُلبسون الإماء ملابس شفافة على الملأ لجذب الزبائن، وكانوا يعدلون لون ملابسهن، وأن الإماء البيض على سبيل المثال كن يرتدين اللون الوردي.
تتميز الإماء بتحسير الرأس في الأماكن العامة؛ ففي حين أن الحرائر يرتدين الحجاب في الأماكن العامة للدلالة على حشمتهن ومكانتهن، فإن الإماء يظهرن سافرات لتمييزهن عن الحرائر والمحتشمات. وأشار ابن حبيب إلى أن النساء الحرائر مُنعن من ارتداء الملابس الكاشفة والشفافة، لأنها تُلبس في سياق حميمي؛ وزعم كتاب الألعاب أن النساء المسلمات كن يرتدين سترات شفافة، وهو ما فُسِّر على أنه حرية مزعومة للنساء الأندلسيات، ولكن من المرجح أن الإماء هن من يرتدين تلك الملابس وليس الحرائر.
كان لاستخدام المحظيات من عرق أجنبي عواقب غير مرغوب فيها في مجتمع الأندلس العنصري، فقد كان يُنظر إلى العرب على أنهم العرق الأعلى مكانة في التسلسل الهرمي العرقي، يليهم البربر والمسيحيون واليهود والعبيد. ولتحقيق المكانة والامتيازات المخصصة للعرق العربي، مثل تخفيض الضرائب، قام العديد من الأندلسيين بتزوير أنسابهم ليبدو وكأنهم عرب أحقاق. والحقيقة أن حكام الأندلس عندما كانوا يرغبون بالمحظيات البيض كان لها عواقب غير مرغوب فيها، وهي أن العديد من السلاكين والأمراء الذين هم أبناء المحظيات الأوروبيات، أصبحوا أفتح لونًا مع كل جيل؛ كان العديد منهم من ذوي بشرة فاتحة وعيون زرقاء. لذا كانوا يصبغون شعرهم باللون الأسود لكي يظهروا بمظهر النمط العربي.

#### الحرملك السلطاني
إن نظام الحريم أو الحرملك الذي نشأ في الخلافة الأموية والعباسية، وجسّده الحرملك العباسي، قد استُنسخ من خلال الممالك الإسلامية التي نشأت عنهما، كما هو الحال في ملوك الطوائف في الأندلس، وقد جذبت اهتمامًا أوروبيًا في العصور الوسطى حتى سقوط إمارة غرناطة سنة 1492.

#### خلافة قرطبة
لعلّ أشهر الحريم الأندلسية كان حريم خليفة قرطبة. باستثناء قريبات الخليفة، تألفت نساء الحريم من جواريه. وغالبًا ما كانت جواري الخليفة من الإماء (الصقالبة) من شمال أو شرق أوروبا. وقد مُنح العبيد الصقالبة العمل في عدد من الأماكن مثل: المطبخ والصيد بالصقور ودار سك العملة وورش النسيج والإدارة أو الحرس الملكي (في حالة حراس الحريم كانوا خصيان)، ووضعت الإماء الصقالبة في جناح الحريم. وكان هذا الجناح يحتوي على آلاف من الجواري؛ واحتوى جناح حريم عبد الرحمن الأول من 6300 امرأة. وكانت الجواري الصقالبة موضع تقدير لبشرتهن الفاتحة. جرى تعليم المحظيات تعليمًا عاليًا لجعلهن جذابات ومفيدات لسيدهن، وأصبح الكثير منهن معروفات ومحترمات لمعرفتهن بمجموعة متنوعة من الموضوعات من الموسيقى إلى الطب. كانت الجواري التي أنجبت طفلاً يعترف به عبدها على أنه ولده تبلغ مرتبة أم الولد، وكانت الجواري المفضلة تُمنح رفاهية كبيرة وألقابًا شرفية كما في حالة مرجان التي أنجبت الحكم الثاني، وريث عبد الرحمن الثالث؛ فقد أطلق عليها لقب السيدة الكبرى.
ومع ذلك فإن الجواري يخضعن دائمًا لإرادة سيدهن. فقد أعدم الخليفة عبد الرحمن الثالث جاريتين لتلاوة آيات لقصد يرفضه، وعذّب أخرى بشمعة مشتعلة في وجهها بعد أن قيدها إثنين من الخصيان لرفضها الجماع. ويُقال إن جاريات أبي مروان التبني (توفي عام 1065) عوملن معاملة سيئة للغاية لدرجة أنهن تآمرن على قتله؛ كان من المعروف أيضًا أن جواري الحريم يتعرضن للاغتصاب عندما تغزو الطوائف المتنافسة قصورًا مختلفة. وقد كان العديد من المحظيات نفوذ كبير من خلال أسيادهن أو أبنائهن، ولا سيما صبح البشكنجية في فترة الحكم المستنصر بالله، وثريا الرومية في إمارة غرناطة.

#### المرابطون
احتوى القصر السلطاني للدولة المرابطية على العديد من الرقيق والإماء، ويتوزعون مابين السود (أفارقة) والبيض (شمال إسبانيا). وصف البكري (حوالي 1040-1094) كيف جري بيع طهاة مدربين ممتازين وفتيات فاتحات البشرة للتجّار في سوق العبيد بأودغست. واستخدم المرابطون العبيد في الزراعة، وكذلك في الجندية ليكونوا جنودًا عبيد، والإماء استخدمن جواري في البيوت والقصور. وكان الأمراء يهدون العبيد بين بعضهم البعض: فقد أهدى الأمير يوسف بن تاشفين عبيدًا لابن عمه أبي بكر بن عمر. أما العبيد الخصيان الذين يعملون جناح الحريم المرابطي، فقد اشتهروا كونهم من الحاشية واستلم بعضهم مناصب عليا في البلاط السلطاني مثل الحجابة؛ وكانوا يُعرفون رسميًا باسم "الخاسي" ولكن أطلق عليهم أيضا اللقب الملطف "خادم"، والذي يستخدم لجميع موظفي القصر.
استخدم المرابطون الإماء للإنجاب، وهي طريقة أبقت السلالة الملكية خالية من التعقيدات مع الأصهار ومن توحيد السلالة الملكية مع سلالة عائلية أخرى. وفي الإسلام يُعتبر ابن الأمة شرعيًا إن اعترف الأب به، ويطلق على الأم لقب أم الولد وتُعتق بعد وفاة سيدها. وعادة تكون المحظيات هن ممن أُسرن خلال الغارات أو حملات عسكرية مع بلاد غير مسلمة (دار الحرب)، مثل شمال إسبانيا المسيحية أو أفريقيا الوثنية جنوب الصحراء الكبرى.
فتصبح الجواري غنائم حرب، وتقسم بين المشاركين في الغارة أو الحملة، أو يجري بِيعن في سوق الرقيق. وعند وصولهن إلى جناح الحريم المرابطي، تعتنق الجارية الإسلام ويعطى لها إسم؛ فإما أن تخدم عند أسيادهن النساء الأحرار أو تُباع في سوق العبيد. وإذا اختارها السلطان لتكون محظية عنده، فيمكنها أن تنجب وريثًا للحكم. والعديد من أمراء وسلاطين الدولة المرابطية أمهاتهم هن إماء مسيحيات (أوروبيات). كان لدى جناح الحريم المرابطي العديد من الأمثلة على المحظيات وأمهات الحكام ممن مارسن نفوذاً كبيراً، وقد تعرضوا فيما بعد لانتقادات من خلفائهم الموحدين بسبب السماح للنساء بقدر كبير من النفوذ.

#### الموحدون
كان موظفو القصر الموحدي عادةً من العبيد أو عبيد أحرار. ويتميز كلٌ من العبيد السود (الأفارقة) والبيض (شمال إسبانيا) عن عبيد البلاط.
وعمل العبيد الأفارقة حرس شخصي للسلطان الموحدي، وأطلق عليهم اسم «عبيد المخزن». والعبيد الذكور في البلاط غالبًا ما يكونون من الخصيان (خصي): وهناك جدل حول مدى شيوعهم، حيث كان يُشار إلى الخصيان بأدب بمصطلح «خدم»، وهو مصطلح يُستخدم لجميع عبيد البلاط، بغض النظر عما إذا كانوا خصيان أم لا. وكان الخصيان كثر نظرًا لقدرتهم على الخدمة في كلٍ من البلاط أو في الحرملك، وكانوا يُنظر إليهم على أنهم مخلصون لافتقارهم إلى تكوين أسرة، وغالبًا ما شغلوا مناصب عالية في البلاط الموحدي، مثل الحجابة. وعمل الخصيان والإماء في منظومة داخل الحرملك الموحدي. وعلى غرار السلالات الإسلامية الأخرى، استخدمت سلالة الموحدين الجواري العبيد للتكاثر، لأن هذه الطريقة أبقت السلالة الملكية منفصلة عن التشابك الاجتماعي والسياسي مع خطوط العائلة الأخرى. وبما أن الشريعة الإسلامية حظرت على المسلمين استعباد أي مسلم، إلا أن الموحدين كانوا أتباع طائفة جديدة من الإسلام وهي «الموحدية»، واعتبروا المسلمين الآخرين ليسوا مسلمين حقيقيين وبالتالي يجوز استعبادهم. أسر الموحدون العديد من النساء والفتيات أثناء غزوهم لدولة المرابطين، وقُسِّمن بين الفاتحين وجعلن محظيات. وجمع الخليفة عبد المؤمن عددًا كبيرًا من الجواري الأسيرات اللاتي أصبحن أمهات لأطفاله؛ كان عددهن كبيرًا جدًا بحيث لم يتمكن الخليفة من الزواج. فقط امرأة واحدة من حريمه: «صفية بنت أبي عمران»، أصبحت حرة وزوجته الشرعية، وهي الوحيدة التي تذكر بالاسم باستثناء فاطمة الفاسيّة، والدة ابنه أبو الحسن علي.
وبعد توسع الموحدين بدأت سلالته في الحصول على محظيات إماء عن طريق جلبهن من دار الحرب؛ حيث أُسرت الجواري على طول الحدود مع الأراضي غير الإسلامية، وعادة تكون المحظيات هن ممن أُسرن خلال الغارات أو حملات عسكرية مع بلاد غير مسلمة (دار الحرب)، مثل شمال إسبانيا المسيحية أو أفريقيا الوثنية جنوب الصحراء الكبرى. فتصبح الجواري غنائم حرب، وتقسم بين المشاركين في الغارة أو الحملة، أو يجري بِيعن في سوق الرقيق. وتعتنق الجواري الإسلام بعد دخولهن الجناح الحريم السلطاني، وتحاول الجواري جاهدة في استمالة السلطان للارتقاء في السلم الوظيفي وتجنب الاستمرار في الخدمة المنزلية للحرملك أو تُباع في سوق العبيد. وفي الإسلام يُعتبر ابن الأمة شرعيًا إن اعترف الأب به، ويطلق على الأم لقب أم الولد وتُعتق بعد وفاة سيدها. استطاعت المحظيات اكتساب نفوذ كبير بفضل قربهن من السلطان وكونهن أمهات للسلطان التالي. عندما توفي إدريس المأمون سنة 1232، استدعت زوجته المسيحية «حبابة» جنود العبيد المسيحيين وأبلغتهم بوفاة الخليفة قبل أن تُبلغ رجال البلاط المسلمين، مما منح إخوانها المسيحيين ميزة في صراع السلطة الذي تلا ذلك خلال الخلافة.

#### إمارة قرطبة
شُيّد جناح حريم قصر بنو نصر في إمارة غرناطة (1238-1492) على غرار جناح حريم الخلافة الأموية السابقة. ففي العادة كان حكام بني نصر يتزوجون بنات عمومتهم، إلا أنهم أيضًا اشتروا الجواري؛ وكانت الجواري عادةً فتيات مسيحيات (ويسمين بالروميات) يُختطفن في غارات على الأراضي المسيحية في الشمال. فيطلق على الجارية التي انجبت أطفالًا لقب «أم ولد»، أي أنها لا تُباع، ووتُصبح حرة بعد وفاة سيدها. لذا كانت أمهات كل من يوسف الأول ومحمد الخامس من الإماء المسيحيات، وكذلك ريم [الإنجليزية] محظية يوسف الأول أمير غرناطة ووالدة إبنه إسماعيل الثاني.

### العبيد الذكور
استخدم العبيد الذكور في العالم الإسلامي في عدد من المهام، إلا أن أهمها هو إما العمل في الجندية، أو يُخصوا ويعملوا في جناح الحريم. أما الأطفال العبيد فيتعلمون اللغة العربية ثم يُختارون للتدريب على وظيفة مستقبلية تحدد لهم. ومن الممكن اختيار الأطفال غير المخصيين للعمل العسكري: فقد كان العبيد جزءًا مهمًا من الجيش الأندلسي. كان الحكام لا يثقون بالجنود العرب، وكان جيش العبيد موجودا في الأندلس منذ عهد الخليفة عبد الرحمن الثالث. حيث كان يُنظر إليهم بأنهم أكثر ثقة، لاعتمادهم على الرعاية الحمائية للحاكم. ومن المعروف أن الخليفة الحكم (796-822) كان لديه حرس شخصي من العبيد يُطلق عليهم البكم لأنهم لم يتعلموا العربية وبالتالي لم يتمكنوا من التواصل.
ووجدت الدولة الأموية سوقًا جاهزة وخاصة للرجال في سن القتال، بسبب حاجتها إلى جنود جدد من المماليك. كان الحكم أول أمير أموي أحاط نفسه بفخامة وعظمة. فزاد عدد مماليكه حتى بلغ 5000 فارس و 1000 راجل. وزاد عدد عبيده وخصيانه وخدمه؛ وجعل حرسًا شخصيًا من الفرسان متمركزًا دائمًا عند بوابة قصره، وأحاط نفسه بحرس من المماليك... سُمي هؤلاء المماليك "الحرس" نظرًا لكونهم جميعًا مسيحيين أو أجانب. شغلوا ثكنتين كبيرتين، مع إسطبلات لخيولهم. وفي عهد عبد الرحمن الثالث (912-961) كان في قرطبة عاصمة الخلافة الأموية 3750 من الصقالبة ثم 6087 وأخيرًا 13750 منهم. يشير ابن حوقل وإبراهيم القروي والأسقف ليوتبراند الكريموني إلى أن التجار اليهود في فردان تخصصوا في إخصاء العبيد وبيعهم، وهو ما كان شائعًا للغاية في الأندلس.
وجرى تدريب الأطفال الذكور على القيام بالعديد من المهام المنزلية، مثل تولي مهام مطبخ القصر، وورش الحدادة والصيد بالصقور والنسيج وفي المكتبات؛ ومن المعروف أن شقيق الجارية صبح قد وُضع في الورشة الملكية. كما جرى تدريب الأطفال الذكور للخدمة في الدواوين ومكاتب إدارة الدولة. أما الأطفال المخصيين فقد عملوا حراسًا أو وظائف داخل جناح الحريم.